# Oscar P. Enckell
Oscar P. Enckell, finski general, * 2. marec 1878, Sankt Peterburg, Ruski imperij, † 5. november 1960, Helsinki, Finska.